# Hallerhütte
Hallerhütte ist eine Wüstung im Statistischen Bezirk 11 der kreisfreien Stadt Nürnberg. Der Ort wurde auch als Ziegelhütte bzw. als Ziegelstadel bezeichnet.

## Geographie
Die ehemalige Einöde lag auf einer Höhe von 312 m ü. NHN auf freier Flur am Fischbach. Im Südosten grenzte ein Waldgebiet an. Im Westen lagen die Einöden Forsthof und Bleiweiß, im Nordosten Hallerschloß. Heute erinnert noch die Hallerhüttenstraße an den Ort.

## Geschichte
Gegen Ende des 18. Jahrhunderts gab es in Hallerschloß mit der Hallerhütte und dem Weiherhaus 5 Anwesen (1 Herrenhaus, 4 Häuser). Das Hochgericht übte die Reichsstadt Nürnberg aus, was aber von den brandenburg-ansbachischen Oberämtern Cadolzburg und Burgthann bestritten wurde. Alleiniger Grundherr war der Nürnberger Eigenherr Haller. 1800 gab es im Ort fünf Haushalte.
Im Rahmen des Gemeindeedikts wurde Hallerhütte dem 1808 gebildeten Steuerdistrikt Gleißhammer und der im selben Jahr gegründeten Ruralgemeinde Gleißhammer zugeordnet. 1899 wurde Hallerhütte nach Nürnberg eingemeindet.

### Einwohnerentwicklung
| Jahr      | 001818 | 001824 | 001840 | 001861 | 001871 | 001885 |
| Einwohner | *      | 26     | 38     | 50     | 121    | 239    |
| Häuser    | *      | 1      | 4      |        |        | 17     |
| Quelle    | [ 6 ]  | [ 4 ]  | [ 7 ]  | [ 8 ]  | [ 9 ]  | [ 10 ] |

## Religion
Der Ort war seit der Reformation überwiegend protestantisch. Ursprünglich waren die Einwohner evangelisch-lutherischer Konfession nach St. Lorenz (Nürnberg) gepfarrt, später nach St. Peter (Nürnberg).

## Weblink
- Hallerhütte in der Ortsdatenbank des bavarikon, abgerufen am 19. August 2021.